# 阿巴赫河 (屈蒂根)
47°24′22″N 8°03′37″E / 47.40624°N 8.06037°E

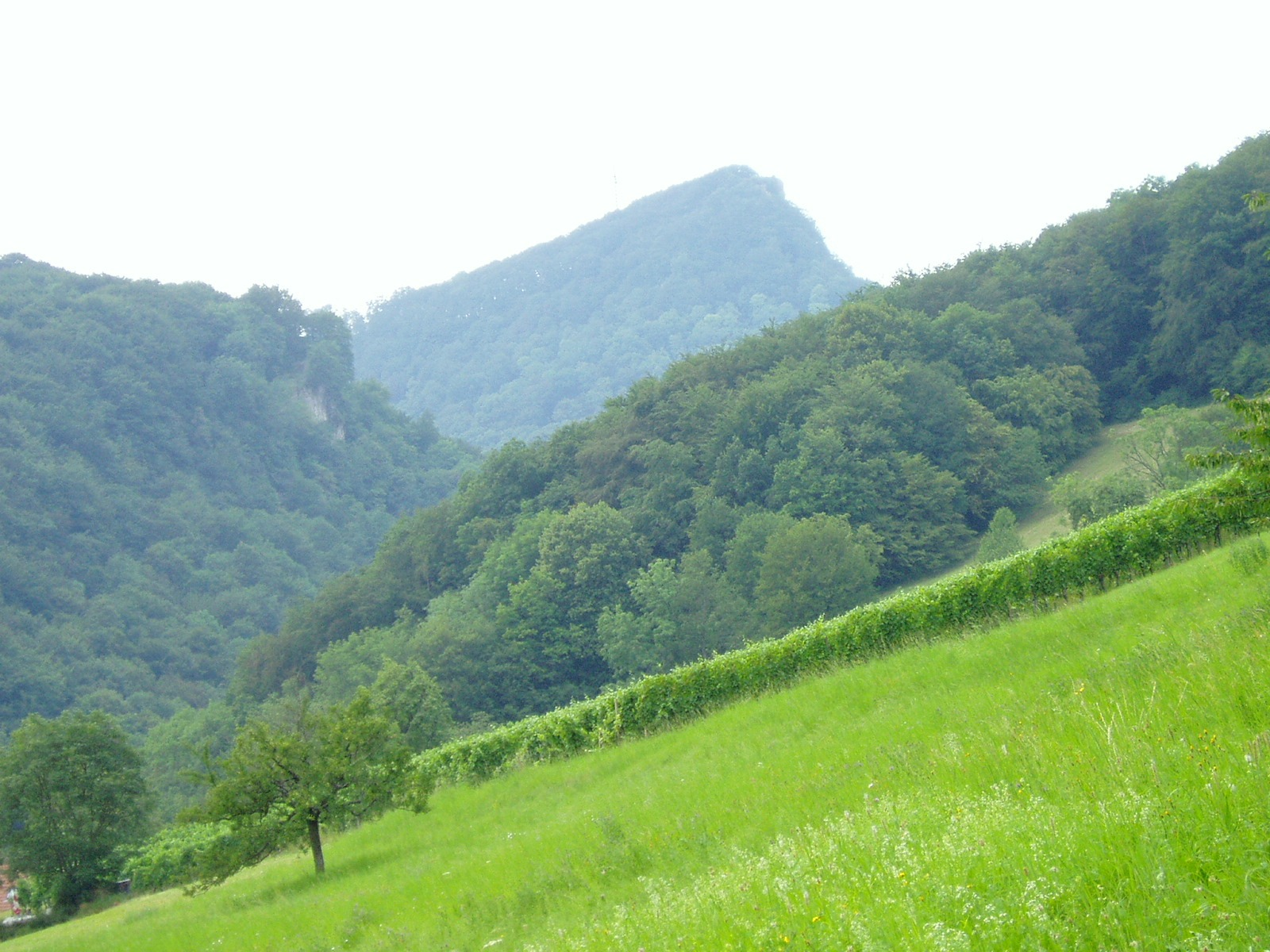

阿巴赫河是瑞士的河流，位於該國北部，流經阿爾高州，屬於阿勒河的左支流，河道全長5公里，流域面積9平方公里，發源自瓦瑟弗盧西南面，河口處在屈蒂根。